# Линдегрен, Амалия
Амалия Линдегрен (швед. Amalia Lindegren; 22 мая 1814, Стокгольм — 27 декабря 1891, там же) — шведская художница.

## Биография
Амалия Линдегрен несколько лет обучалась при Королевской художественной академии, затем ещё пять лет в Париже (в частности в студии Леона Конье) и Риме.
После возвращения в 1856 году в Швецию её избрали членом Королевской художественной академии. Линдегрен бо́льшую часть своего времени посвящала портретной живописи. Большую популярность приобрели её жанровые полотна с даларнскими мотивами, среди которых «Малышка на смертном одре» (1858) и «Воскресный вечер в сельском доме» (1860), репродукции которых расходились огромными тиражами.
Имя А. Линдегрен связывают с Дюссельдорфской школой живописи.

## Галерея

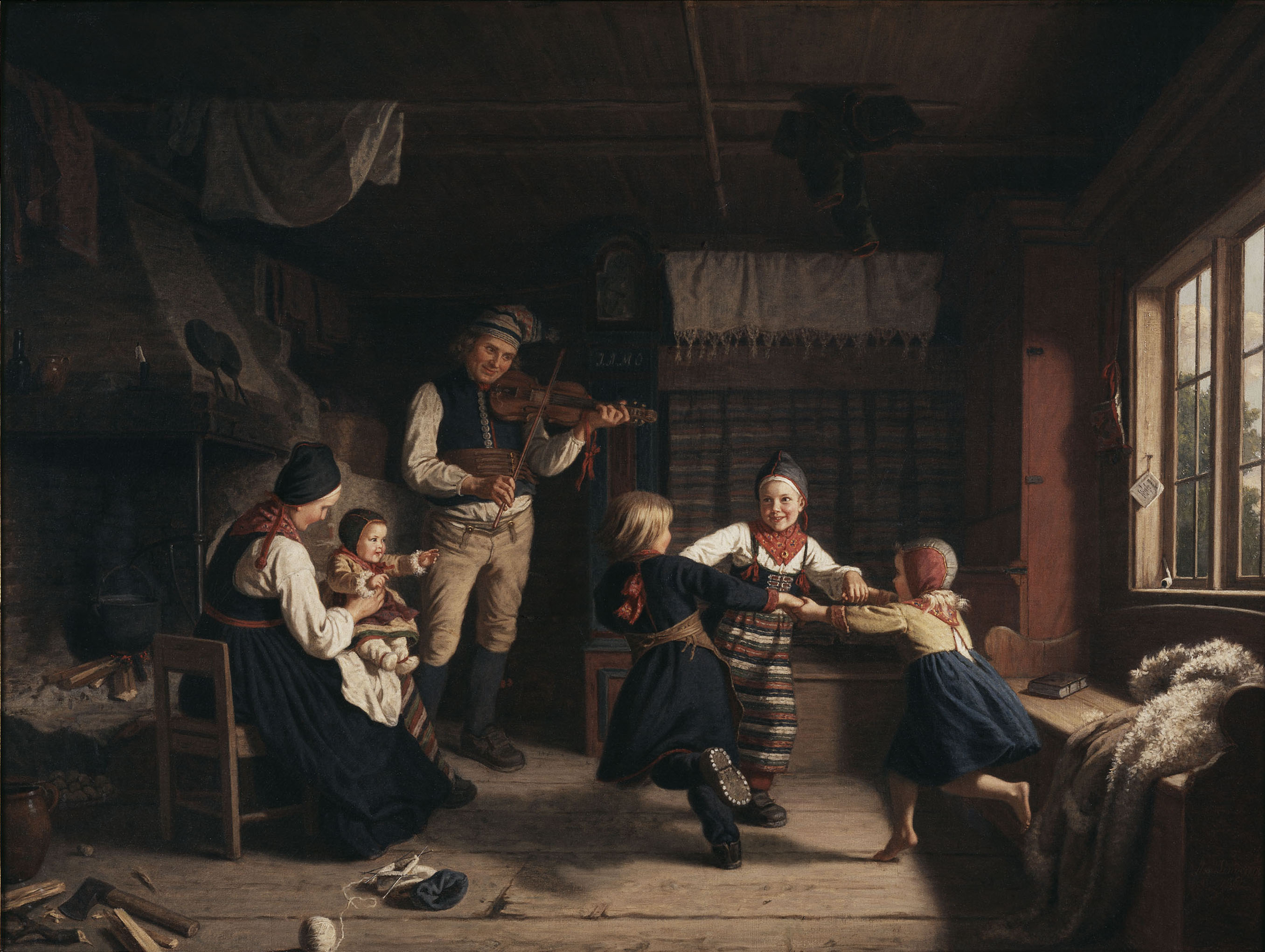
Воскресный вечер в сельском доме, 1860
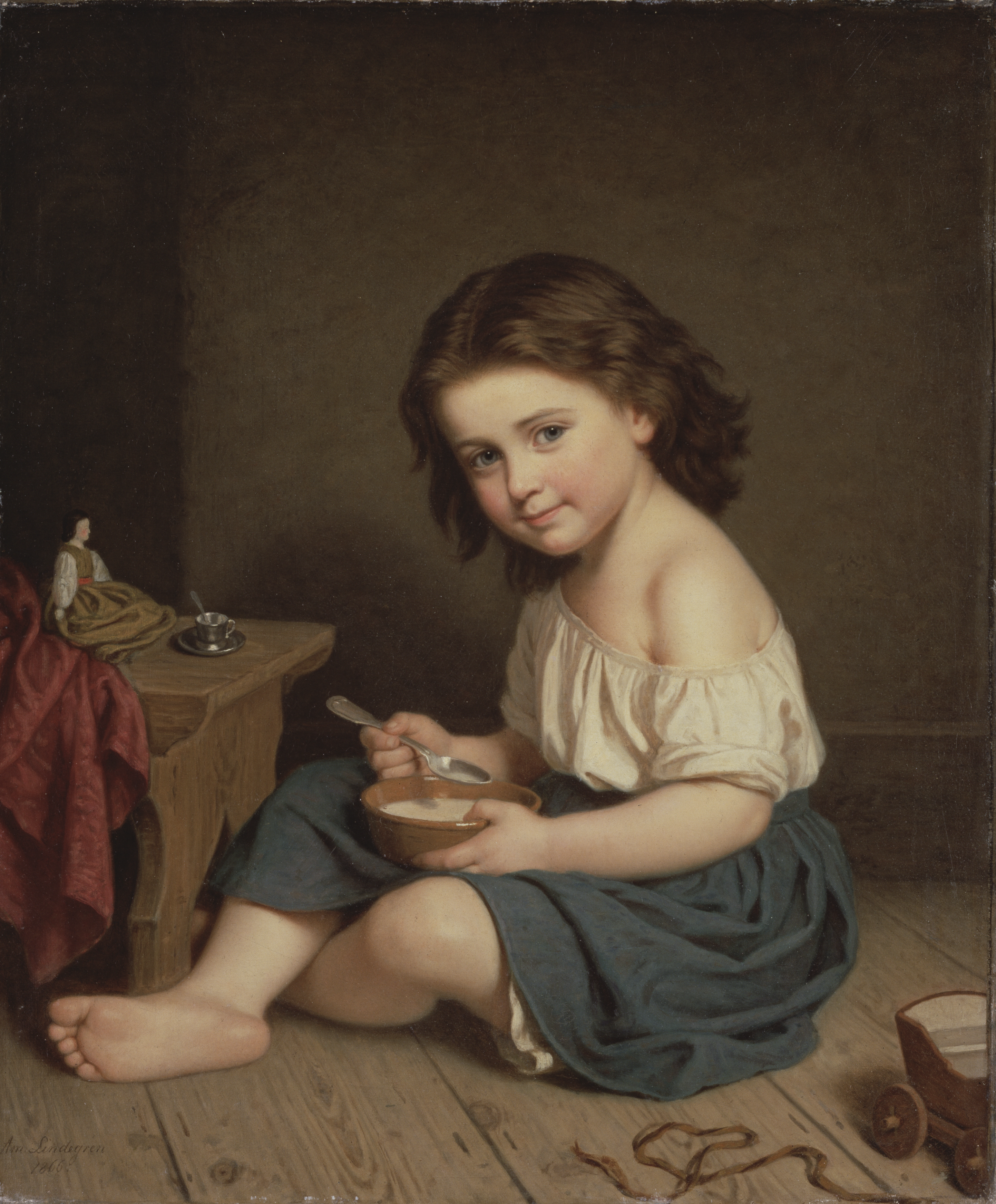
«Завтрак». Холст, масло. 1866
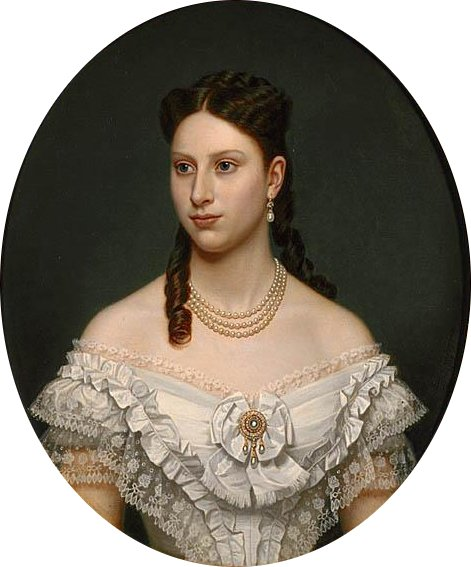
Ловиса Шведская. (ок. 1873)
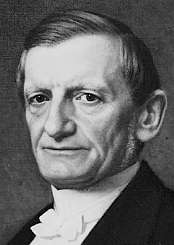
Премьер-министр Арвид Поссе, 1891